# Steve Staios
Steven Staios, född 28 juli 1973 i Hamilton, Ontario, är en kanadensisk före detta professionell ishockeyspelare som spelar för New York Islanders i NHL. Han spelade både back och forward i NHL.
Under NHL-strejken 2004–05 representerade han Luleå HF i Elitserien, för vilka han noterade 2 mål och 3 poäng på 7 spelade matcher.
Staios föräldrar är från Makedonien.
Den 29 september 2023 blev Staios utsedd som president för ishockeyverksamheten för Ottawa Senators.